# 潮濕

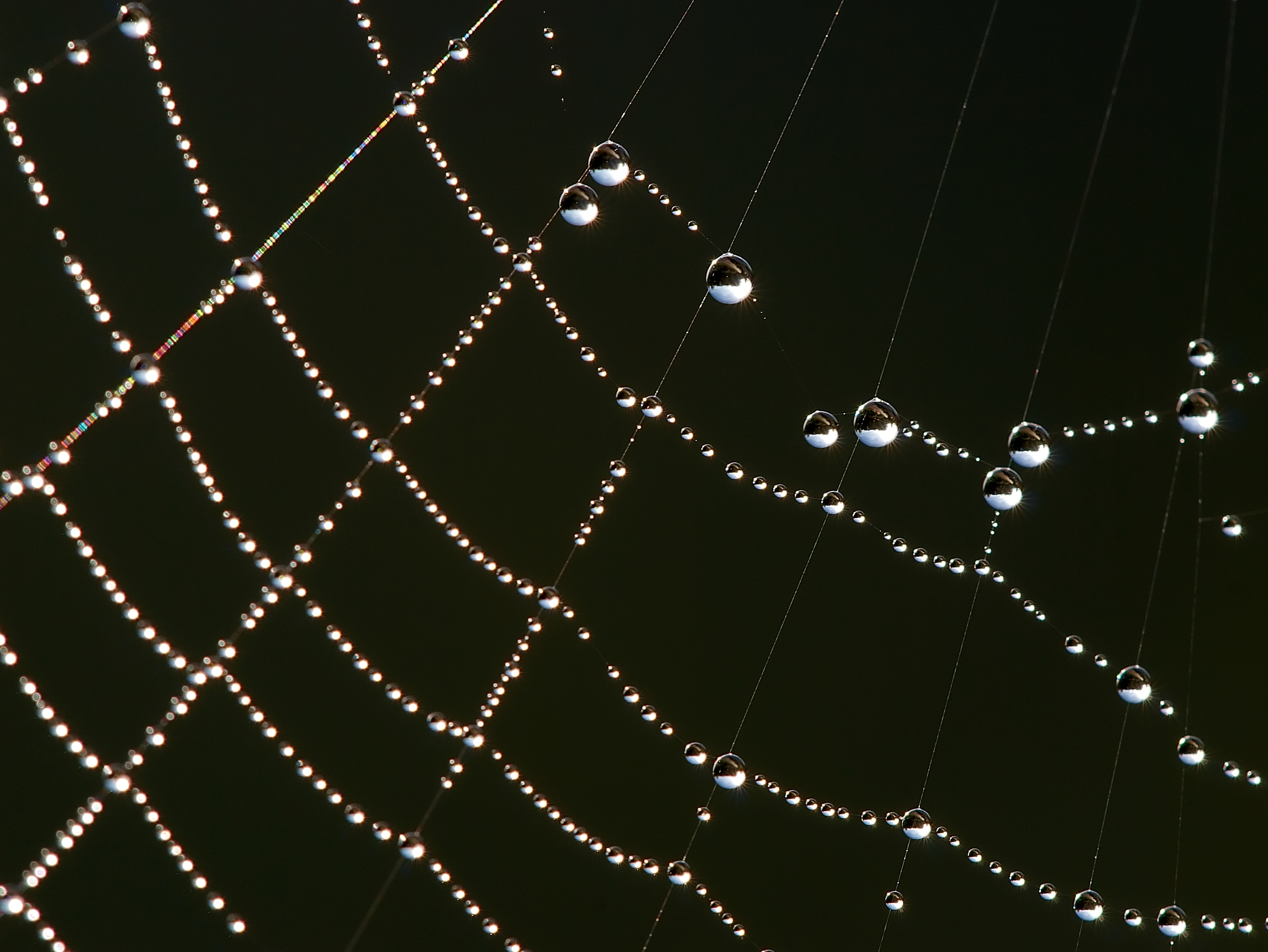
蜘蛛網上的露

潮濕或濕氣是指有微量的液體（特別是水分）存在。像在空氣中（濕度）、食物、或是商業产品中都有微量的水分。

## 產品的含水量控制
產品在生產時，含水量控制是很重要的一環。有很多物品可能其中已含有一些水分，但仍看似乾物質。從早餐穀片到洗衣粉，含水量對於產品最後的品質扮演重要的角色。有二種不同的含水量問題：允許過多水分或是過少水分。以早餐穀片為例，加入一些水分可以減少成本，也可以避免穀片太乾，但加入太多水分會使穀片不脆，而且會促使細菌生長，減低其新鮮度。也有些食品的水量有特別處理過，以減少其食物熱量。
水分對不同產品的品質有不同程度的影響，例如顆粒燃料是由加工後剩餘的木頭製成，壓製成顆粒，作為燃料販賣。為了燃料的效率考量，其水分含量要低，若水分含量越高，燃燒時產生的煙就越多。
由於須量測產品中的水分比例，因此產生了新的科學測水法，有許多量測產品中水分的方式，例如不同波長（光及聲音）的量測、電磁波電容法，以及傳統的先乾燥再稱重的方法。

## 外部連結
- Electromagnetic Mixing Theory （页面存档备份，存于）